# StrongDC++
O StrongDC++ é um cliente que se liga a hubs com o protocolo Direct Connect, e a grande vantagem que tem sobre o DC++ é que permite fazer download do mesmo ficheiro a mais que uma pessoa (Multi-Source, downloads segmentados).